# 河原多恵子
河原 多恵子（かわはら たえこ、1948年〈昭和23年〉1月2日 - ）は、北海道放送の元アナウンサーで、現在はフリーアナウンサー。

## 略歴・人物
北海道岩見沢市出身、血液型A型。北海道札幌北高等学校、北海道女子短期大学（現・北翔大学短期大学部）体育科卒業。1968年10月に北海道放送入社。愛称は「おたえさん」(HBCホームページより)。
2012年2月にフリーアナウンサーとなる。フリーになった後も、HBCラジオで活躍中。
フリーアナウンサーとして活動する傍ら、朗読会や言葉のワークショップを企画、開催。表現スペース「言葉のアトリエ・Kukka」を主宰。講演会も行っている。
色々な物を人からもらうことが多かったということで、地酒に、山のような量のどら焼きやあんパン、一頭分の牛までもらったことがあったという。また、イヤリングのコレクションをしていて200個余り持っていたことがあったという（1987年の時点で）。

## 担当番組

### 現在
HBCラジオ
- 豊生会グループ 星の夢百聞（2019年1月5日 - ）[4]

### 過去
HBCラジオ
- 夕刊ほっかいどう
- 夢いろ土曜日「晴れた顔して…たえ子です」
- 平成ネオラジオ 〜ドライバーズ・ミュージック・シャワー〜
- おはよう歌謡曲
- お昼の歌謡曲
- ドッキリテレフォン
- 我が青春の歌謡曲
- 多恵子の今夜もふたり言